# Velika nagrada Avstralije 2006
Velika nagrada Avstralije 2006 je bila tretja dirka Svetovnega prvenstva Formule 1 v sezoni 2006. Odvijala se je 2. aprila 2006.

## Rezultati

### Kvalifikacije
| Poz | Dirkač               | Konstruktor         | 3. del    | 2. del    | 1. del   |
| --- | -------------------- | ------------------- | --------- | --------- | -------- |
| 1   | Jenson Button        | Honda               | 1:25,229  | 1:26,337  | 1:28,081 |
| 2   | Giancarlo Fisichella | Renault             | 1:25,635  | 1:26,196  | 1:27,765 |
| 3   | Fernando Alonso      | Renault             | 1:25,778  | 1:25,729  | 1:28,569 |
| 4   | Kimi Räikkönen       | McLaren-Mercedes    | 1:25,822  | 1:26,161  | 1:27,193 |
| 5   | Juan Pablo Montoya   | McLaren-Mercedes    | 1:25,976  | 1:25,902  | 1:27,079 |
| 6   | Ralf Schumacher      | Toyota              | 1:26,612  | 1:26,596  | 1:28,007 |
| 7   | Mark Webber          | Williams-Cosworth   | 1:26,937  | 1:26,075  | 1:27,669 |
| 8   | Nick Heidfeld        | BMW Sauber          | 1:27,579  | 1:26,014  | 1:27,796 |
| 9*  | Jacques Villeneuve   | BMW Sauber          | 1:29,239  | 1:26,714  | 1:28,460 |
| 10  | Jarno Trulli         | Toyota              | brez časa | 1:26,327  | 1:27,748 |
| 11  | Michael Schumacher   | Ferrari             |           | 1:26,718  | 1:28,228 |
| 12  | David Coulthard      | Red Bull-Ferrari    |           | 1:27,023  | 1:28,408 |
| 13  | Vitantonio Liuzzi    | Toro Rosso-Cosworth |           | 1:27,219  | 1:28,999 |
| 14  | Christian Klien      | Red Bull-Ferrari    |           | 1:27,591  | 1:28,757 |
| 15  | Nico Rosberg         | Williams-Cosworth   |           | 1:29,422  | 1:28,351 |
| 16  | Felipe Massa         | Ferrari             |           | brez časa | 1:28,868 |
| 17  | Rubens Barrichello   | Honda               |           |           | 1:29,943 |
| 18  | Christijan Albers    | MF1-Toyota          |           |           | 1:30,226 |
| 19  | Scott Speed          | Toro Rosso-Cosworth |           |           | 1:30,426 |
| 20  | Tiago Monteiro       | MF1-Toyota          |           |           | 1:30,709 |
| 21  | Takuma Sato          | Super Aguri-Honda   |           |           | 1:32,279 |
| 22  | Judži Ide            | Super Aguri-Honda   |           |           | 1:36,164 |

Opomba
Jacques Villeneuve je bil kaznovan z desetimi mesti pribitka glede na osvojeno štartno mesto zaradi menjave motorja.

### Dirka
| Poz | Št | Dirkač               | Konstruktor         | Krogi | Čas/Odstop  | Št. m. | Toč |
| --- | -- | -------------------- | ------------------- | ----- | ----------- | ------ | --- |
| 1   | 1  | Fernando Alonso      | Renault             | 57    | 1:34:27,870 | 3      | 10  |
| 2   | 3  | Kimi Räikkönen       | McLaren-Mercedes    | 57    | + 1,829 s   | 4      | 8   |
| 3   | 7  | Ralf Schumacher      | Toyota              | 57    | + 24,824 s  | 6      | 6   |
| 4   | 16 | Nick Heidfeld        | BMW Sauber          | 57    | + 31,032 s  | 8      | 5   |
| 5   | 2  | Giancarlo Fisichella | Renault             | 57    | + 38,421 s  | 2      | 4   |
| 6   | 17 | Jacques Villeneuve   | BMW Sauber          | 57    | + 49,554 s  | 19     | 3   |
| 7   | 11 | Rubens Barrichello   | Honda               | 57    | + 51,904 s  | 16     | 2   |
| 8   | 14 | David Coulthard      | Red Bull-Ferrari    | 57    | + 53,983 s  | 11     | 1   |
| 9   | 21 | Scott Speed¹         | Toro Rosso-Cosworth | 57    | +1:18,817   | 18     |     |
| 10  | 12 | Jenson Button²       | Honda               | 56    | +1 krog     | 1      |     |
| 11  | 19 | Christijan Albers    | MF1-Toyota          | 56    | +1 krog     | 17     |     |
| 12  | 22 | Takuma Sato          | Super Aguri-Honda   | 55    | +2 kroga    | 21     |     |
| 13  | 23 | Judži Ide            | Super Aguri-Honda   | 54    | +3 krogi    | 22     |     |
| Ods | 4  | Juan Pablo Montoya   | McLaren-Mercedes    | 46    | El. sistem  | 5      |     |
| Ods | 18 | Tiago Monteiro       | MF1-Toyota          | 39    | Okvara      | 20     |     |
| Ods | 20 | Vitantonio Liuzzi    | Toro Rosso-Cosworth | 37    | Trčenje     | 12     |     |
| Ods | 5  | Michael Schumacher   | Ferrari             | 32    | Trčenje     | 10     |     |
| Ods | 9  | Mark Webber          | Williams-Cosworth   | 22    | Prenos      | 7      |     |
| Ods | 15 | Christian Klien      | Red Bull-Ferrari    | 4     | Trčenje     | 13     |     |
| Ods | 8  | Jarno Trulli         | Toyota              | 0     | Trčenje     | 9      |     |
| Ods | 10 | Nico Rosberg         | Williams-Cosworth   | 0     | Trčenje     | 14     |     |
| Ods | 6  | Felipe Massa         | Ferrari             | 0     | Trčenje     | 15     |     |